# Ellenbergia
Ellenbergia, rod glavočika iz podtribusa Critoniinae, dio tribusa Eupatorieae. Jedina vrsta je endem E. glandulata iz Perua

## Opis
Ellenbergia uključuje 1 vrstu nerazgranatog, jednogodišnjeg bilja poznatog iz dvije zbirke iz Urubambe, Peru. Osim smanjenog habitusa, karakteriziran je dlakavom bazom, dlakavim nitima prašnika i papusom kratkih ljuskica.

## Sinonimi
- Piqueria setifera I.C.Chung; Phytolea 14: 324 (1967)